# Erebomorpha intervolans
Erebomorpha intervolans är en fjärilsart som beskrevs av Eugen Wehrli 1941. Erebomorpha intervolans ingår i släktet Erebomorpha och familjen mätare. Inga underarter finns listade i Catalogue of Life.